# I’m Losing You
I’m Losing You (englisch für „Ich verliere Dich“) ist ein Lied von John Lennon aus dem Jahr 1980, das von ihm geschrieben und in Kooperation mit Yoko Ono und Jack Douglas produziert wurde. Es erschien im November 1980 auf dem Album Double Fantasy.

## Hintergrund

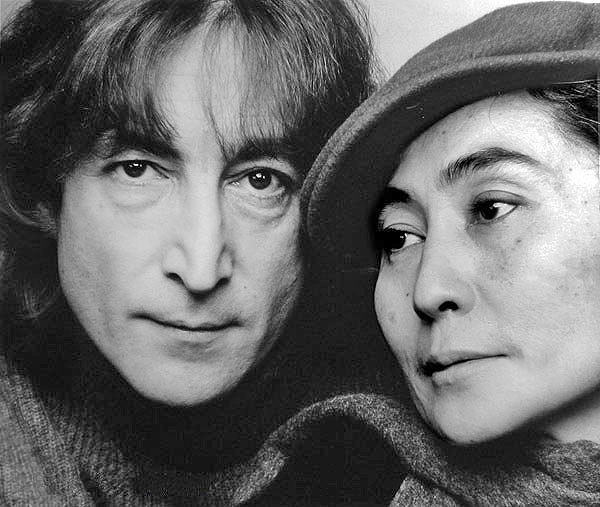
John Lennon und Yoko Ono, 1980

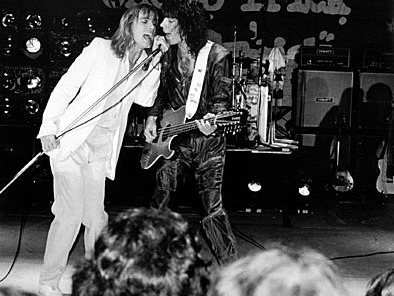
Cheap Trick, 1978

John Lennon schrieb I’m Losing You im Juni 1980 auf den Bermudas, nachdem ein Telefonat mit Yoko Ono fehlgeschlagen war. Die Ursprünge von I’m Losing You reichen bis Ende 1978 zurück, als Lennon ein Heimdemo mit dem Titel Stranger’s Room auf einem Klavier schrieb und aufnahm. Obwohl es unvollendet blieb, waren der Refrain des Songs und die meisten lyrischen Ideen bereits vorhanden. Stranger’s Room wurde 1998 auf dem Album John Lennon Anthology veröffentlicht. Während des Bermudaaufenthalts kehrte Lennon zu dem Lied zurück. Unter dem Titel I’m Losing You nahm er eine Version mit akustischer Gitarre und Gesang auf, die einen neuen Text und einen neuen Refrain enthielt.
John Lennon sagte 1980 zur Entstehung des Liedes: „Es begann buchstäblich, als ich versuchte, von Bermuda aus anzurufen, und ich kam nicht durch. Ich war stinksauer und fühlte mich im Weltraum verloren und es ist... genauso eine Beschreibung der Trennungszeit in den frühen Siebzigern wie die Gelegenheit, als ich am Telefon physisch nicht durchkam.“
Jack Douglas, der Produzent von Double Fantasy, hatte zuvor mit Cheap Trick an ihrem Live-Album Cheap Trick at Budokan gearbeitet. Zu der Zeit arbeiteten Cheap Trick mit George Martin in Montserrat, also rief Douglas Martin an und scherzte: „Du hast meine Band und ich habe einen von dir, kann ich mir meine Band für ein paar Tracks ausleihen?“
Am 12. August 1980 trafen Cheap Tricks Gitarrist Rick Nielsen und Schlagzeuger Bun E. Carlos im Hit Factory Studio ein, um I’m Losing You und Yoko Onos I’m Moving On aufzunehmen. John Lennon war mit den Aufnahmen zufrieden, und als Nielsen einen zweiten Leadgitarrenpart hinzufügte, drehte sich Lennon zu Carlos um und sagte: „Mann, ich wünschte, ich hätte ihn auf ‚Cold Turkey‘ gehabt – wir hatten Clapton darauf und er erstarrte und konnte nur dieses eine Riff spielen.“
Yoko Ono lehnte allerdings die Cheap-Trick-Versionen der beiden aufgenommenen Lieder ab. Die Gründe für diese Entscheidung wurden nie vollständig bestätigt, aber es wird angenommen, dass ein finanzieller Streit zwischen Ono und dem Management der Band ihre Arbeitsbeziehung beendet hat. Weiterhin stand der rohe Sound des Liedes im Widerspruch zur ausgefeilten Produktion der anderen Songs, und so wurde beschlossen, I’m Losing You neu aufzunehmen. Jack Douglas spielte die Cheap-Trick-Version in den Kopfhörern der Musiker, während sie aufnahmen. Gegen Ende des Songs sang Lennon den Refrain von Lonnie Donegans Single Lost John aus dem Jahr 1956.
I’m Losing You wurde als vierte Single von Double Fantasy in Betracht gezogen, aber nach Lennons Tod wurde entschieden, dass nach Watching the Wheels im März 1981 keine weiteren Singles mehr veröffentlicht werden sollten.
Die Cheap-Trick-Aufnahme von I’m Losing You blieb 18 Jahre unveröffentlicht, bis sie 1998 auf dem Album John Lennon Anthology erschien.

## Musikvideo
- Zwischen dem 18. und 22. August 1980 wurden unter der Regie von Jay Dubin Musikvideos aufgenommen. Während der Filmaufnahmen wurden am 19. August 1980 noch die beiden Videos für die Lieder I’m Losing You und I’m Moving On aufgenommen, eine legale Veröffentlichung der vollständigen Videos erfolgte bisher nicht.[1][2]
- Yoko Ono gab 1998 ein Musikvideo für die Cheap-Trick-Version in Auftrag, für das Rick Nielsen, Bun E. Carlos und Tony Levin wieder zusammenkamen, es enthielt auch Animationen von David Spafford, die auf Zeichnungen von John Lennon basieren.[3]

## Aufnahme

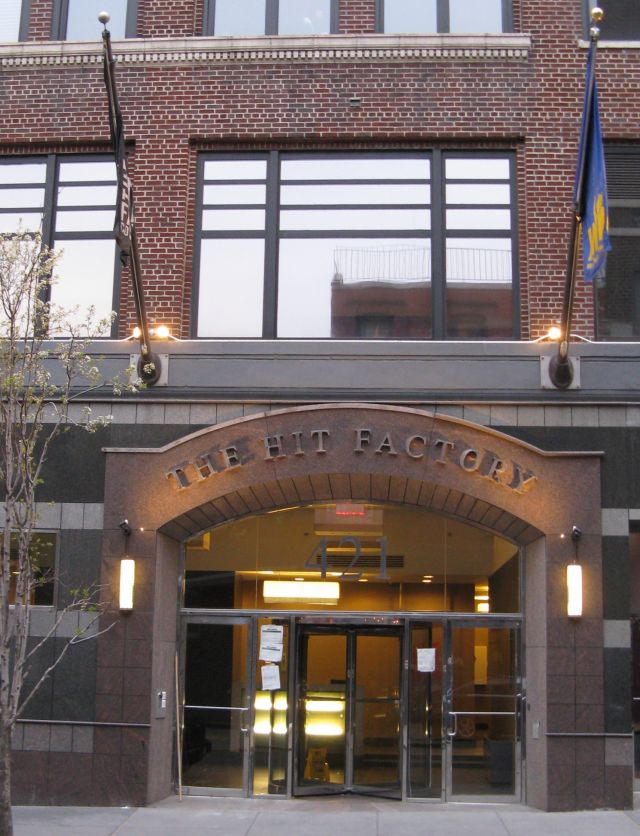
Aufnahmestudio The Hit Factory

Die ersten Aufnahmesessions für I’m Losing You fanden am 12. August 1980 im Studio The Hit Factory in New York statt, wobei Jack Douglas, John Lennon und Yoko Ono als Produzenten fungierten. Lee DeCarlo, John Smith, James Ball, Tony Davillo und Julie Last waren die Toningenieure der Aufnahme. Rick Nielsen und Bun E. Carlos von der Musikgruppe Cheap Trick wirkten bei den Aufnahmen mit. Tom Petersson, der Bassgitarrist von Cheap Trick, hatte zum Zeitpunkt der Aufnahme die Gruppe kurz vorher verlassen. Bun E. Carlos sagte über die Aufnahme: „Wir sind den Song ein paar Mal durchgegangen. Rick hat sich das Hauptriff des Songs ausgedacht und ich habe mir ein paar Schlagzeugparts ausgedacht. Ich fragte: ‚Welche Geschwindigkeit willst du dafür?‘ und John sagte: ‚Oh, was auch immer du denkst, wie schnell es sein sollte.‘ Sie haben mir und Rick einfach die Führung überlassen. Wir haben ein paar Takes gemacht und das war’s.“
Besetzung:
- John Lennon: Gesang, E-Gitarre
- Rick Nielsen: E-Gitarre
- Tony Levin: Bassgitarre
- Bun E. Carlos: Schlagzeug

Weitere Aufnahmesessions fanden am 18. August 1980 ohne die beiden Mitglieder von Cheap Trick, dafür mit den Studiomusikern der Double Fantasy-Aufnahmen. Diese Aufnahmen wurden aber verworfen. Am 26. August wurde die endgültige Version eingespielt. Blasmusik-Overdub-Aufnahmen fanden am 5. September statt, diese wurden aber nicht verwendet. Das Lied wurde am 22. September mit John Lennons Gesang vervollständigt.
Besetzung:
- John Lennon: Gesang, E-Gitarre
- Earl Slick: E-Gitarre
- Hugh McCracken: E-Gitarre
- Tony Levin: Bassgitarre
- George Small: Keyboard
- Andy Newmark: Schlagzeug
- Arthur Jenkins: Perkussion

Bei der Abmischung wurde am Ende des Liedes ein Gitarrenpart verwendet, der von einer Version des Lennon-Liedes I Don’t Wanna Face It stammt.

## Veröffentlichung

### Singleveröffentlichungen
- In den USA wurde 1998 die Promotionsingle-CD I’m Losing You / Only You[4] an Radiosender verteilt, die aber nicht als reguläre Kaufsingle erschienen ist.
- In Deutschland wurde 1998 ebenfalls die Promotionsingle-CD I’m Losing You / Only You veröffentlicht.[5]

### Albumveröffentlichungen
- Am 17. November 1980 erschien das Album Double Fantasy, auf dem sich I’m Losing You befindet.
- Auf der John Lennon Anthology, die am 2. November 1998 erschien, befindet sich eine Version von I’m Losing You, bei der zwei Mitglieder von Cheap Trick mitspielten. Auf dem Kompilationsalbum Wonsaponatime, das auch am 2. November 1998 erschien, wurde eine gekürzte Version (3:56) veröffentlicht; diese erschien auch auf dem Kompilationsalbum Remember.
- Am 1. Oktober 2010 erschien die Doppel-CD Double Fantasy Stripped Down. Disc 1 wird mit Double Fantasy Stripped Down und Disc 2 mit Original Album betitelt. Während die zweite CD die neu remasterte Version des Albums beinhaltet, handelt es sich bei Stripped Down laut CD-Begleitbuch um eine komplette Neuabmischung von Jack Douglas und Yoko Ono, die in den Avatar Studios vorgenommen wurde. Der wesentliche musikalische Unterschied zur Originalabmischung besteht darin, dass die Stimmen von Lennon und Ono deutlicher zu hören sind und diverse Instrumentalbegleitungen und Chöre weggelassen wurden. I’m Losing You ist 29 Sekunden länger.[6]
- I’m Losing You befindet sich auf folgenden John Lennon-Kompilationsalben: The John Lennon Collection, Lennon, Working Class Hero: The Definitive Lennon, Gimme Some Truth, Signature Box.
- Am 9. Oktober 2020 erschien das Kompilationsalbum GIMME SOME TRUTH., das neuabgemischte Lieder beinhaltet, so auch I’m Losing You.

## Coverversionen
Es gibt über 20 Coverversionen von I’m Losing You.
Im Februar 2001 veröffentlichten Cheap Trick auf ihrem Album Silver eine Coverversion von I’m Losing You.  Bei dieser Version hielten sie sich an das Arrangement der Originalaufnahme von 1980.